# 青铜翅鹦哥
青銅翅鸚鵡（學名：Pionus chalcopterus），是鹦鹉科 Pionus 屬的一种鸟。原棲地為南美洲的西北部海拔500-2000米的安地斯山脈。
青銅翅鸚鵡的羽色與大多數以綠色系為主的鸚鵡有很大的差異，身體大部份為蔵青色，翅膀的覆羽則為青銅色，鳥喙為蠟黃色，喉部有白色及酒紅色的羽斑。